# Стейнбек, Элейн
Эле́йн А́ндерсон Сте́йнбек (англ. Elaine Anderson Steinbeck; 14 августа 1914 — 27 апреля 2003) —  американская актриса и театральная деятельница. Вдова писателя Джона Стейнбека.

## Жизнь и карьера
Элейн Андерсон родилась 14 августа 1914 года в Остине, штат Техас.
21 февраля 1934 года Элейн вышла замуж за актёра Закари Скотта, которого встретила во время учёбы в Техасском университете (оба занимались в местной театральной студии). В этом браке в 1936 году у супругов родилась дочь Уэверли. Они развелись в декабре 1950 года. Поводом для их расставания послужило знакомство женщины с Джоном Стейнбеком. Уже 28 декабря 1950 года они заключили брак, продолжавшийся до смерти мужа в декабре 68-го, прямиком в годовщину их свадьбы.
В 1930-е годы вместе со Скоттом она несколько лет играла на сцене театра Литтл Остин. В 1940 году Скотты переехали в Нью-Йорк, чтобы сделать карьеру там. Хотя оба желали быть популярными актёрами, Закари добился большего успеха в этой области, подписав семилетний контракт с Warner Brothers. Поэтому Элейн поступила на службу в Театральную гильдию Нью-Йорка и изучала технические аспекты театрального производства. Она добилась успеха на данном поприще, работая помощником театрального менеджера, а затем и добившись права самостоятельной работы. Элейн стала одной из первых женщин — театральных менеджеров в США
Умерла от естественных причин 27 апреля 2003 года в Манхэттене в возрасте 88 лет. Её похоронили возле Джона Стейнбека в Мемориальном парке «Сад воспоминаний» в Салинасе, штат Калифорния.